# Gretchen Carlson

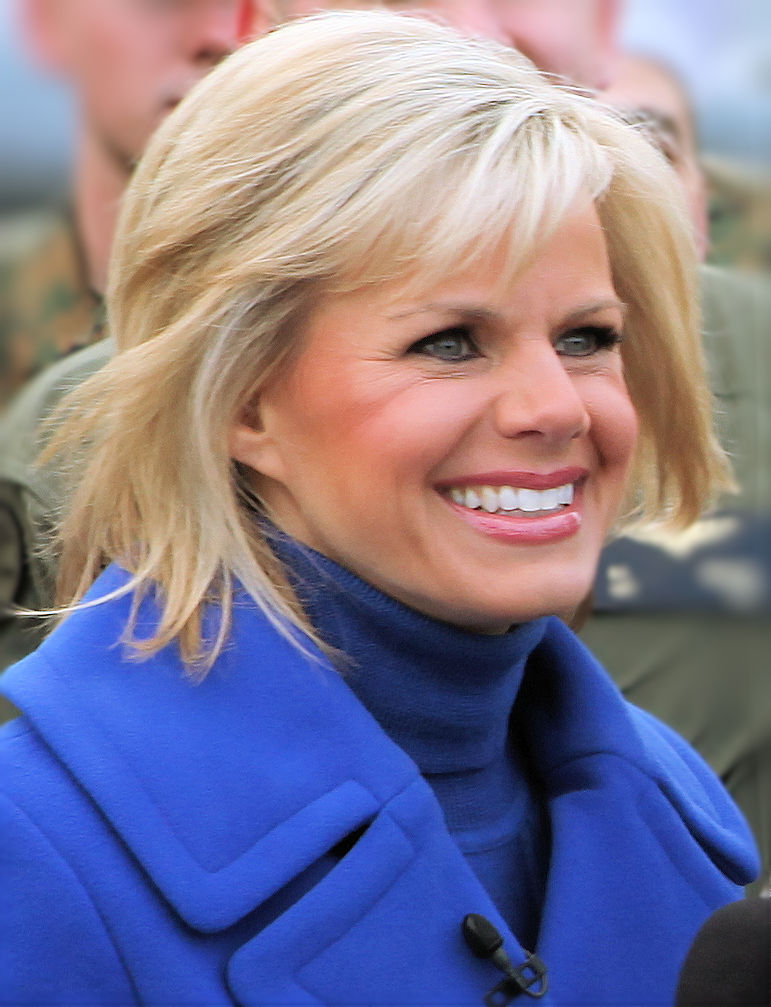
Gretchen Carlson (2009)

Gretchen Elizabeth Carlson (* 21. Juni 1966 in Anoka, Minnesota) ist eine US-amerikanische Fernsehmoderatorin und ehemalige Miss America.

## Leben und Arbeit

### Miss America
Carlson, die schwedischer Abstammung ist, wuchs in Minnesota auf. Sie besuchte die Anoka High School, die sie 1984 mit einem Abschluss verließ. Erstes öffentliches Aufsehen erregte sie als Teilnehmerin des Schönheitswettbewerbs Miss Minnesota, den sie für sich entscheiden konnte. Im Anschluss an diesen Erfolg wurde sie 1989 zur Miss America gewählt. 1990 erwarb Carlson, die auch zeitweise an der University of Oxford studiert hatte, einen Abschluss in dem Fach Organisationstheorie an der Stanford University. In den 1990er Jahren heiratete sie den Sportagenten Casey Close, mit dem sie zwei Kinder hat.

### TV-Moderatorin
Im Jahr 2000 erhielt Carlson eine Stelle als Korrespondentin beim Fernsehsender CBS News. 2002 wurde sie dort Co-Moderatorin der Saturday Early Show (zusammen mit Russ Mitchell). Seit September 2006 war Carlson die Co-Moderatorin der Sendung Fox & Friends im Programm des Kabelsenders Fox News. Die Sendung, die sie zusammen mit Steve Doocy und Brian Kilmeade präsentierte, ist derzeit die quotenmäßig erfolgreichste Infotainmentsendung im amerikanischen Frühstücksfernsehen. In dieser Eigenschaft hat Carlson, die wie das Gros der Moderatoren von Fox News ausgeprägt rechtskonservative Standpunkte vertritt, wiederholt Kritik hervorgerufen. Insbesondere wurde ihr häufig ein tendenziöser Moderationsstil zugunsten der Republikanischen Partei und das Bestreben, linke Politiker in ein schlechtes Licht zu rücken, vorgeworfen: So charakterisierte sie beispielsweise den demokratischen Senator Edward Kennedy aufgrund seiner Ablehnung des Irakkrieges in einem Interview mit dem Bush-Berater Dan Bartlett als einen „Feind der Vereinigten Staaten“, der „an der Heimatfront“ gegen die USA stehe.

### Entlassung bei Fox News
Im September 2013 entzog man ihr überraschend die Moderation von Fox & Friends, wofür Konflikte mit Steve Doocy verantwortlich gemacht wurden, und am 23. Juni 2016 trennte sich Fox News endgültig von Carlson. Am 6. Juli desselben Jahres verklagte sie ihren ehemaligen Sender wegen sexueller Diskriminierung, wobei sie insbesondere gegenüber Doocy und Senderchef Roger Ailes schwere Vorwürfe erhob: Ailes habe sich an ihr dafür gerächt, dass sie seinen sexuellen Avancen nicht nachgegeben habe. Nachdem sich auch andere Mitarbeiterinnen, darunter Megyn Kelly, den Anschuldigungen gegen Ailes angeschlossen hatten, musste dieser am 21. Juli 2016 seinen Posten räumen.
Am 6. September 2016 wurde bekannt, dass Fox News einen Vergleich mit Gretchen Carlson über 20 Mio. US-Dollar erreichte. Damit erhielt sie 20 Mio. US-Dollar weniger als Roger Ailes von Rupert Murdoch als Abfindung.
Ihr Kampf gegen sexuelle Diskriminierung, den sie mit zahlreichen anderen Frauen gegen Roger Ailes führte, kam 2019 mit dem Spielfilm Bombshell – Das Ende des Schweigens prominent besetzt ins Kino.